# 短柄野桐
短柄野桐（学名：Mallotus decipiens）为大戟科野桐属下的一个种。

## 扩展阅读
維基物種上的相關：短柄野桐